# Ельгорт Бума Борисович
Ельгорт Бума Борисович (10 лютого 1923, с. Вишевичі, нині Радомишльського району Житомирської області — 21 вересня 1989, м. Тернопіль) — український історик, музейник, краєзнавець. Нагороди СРСР.

## Життєпис
У 1940—1941 роках навчався в Білгород-Дністровському учительському інституті. Учасник німецької-радянській війни.
Закінчив історичний факультет Чернівецького університету (1951). Працював директором Кременецького краєзнавчого музею (1951—1959) і Тернопільського обласного краєзнавчого музею (1959—1975), викладачем Кременецького, згодом — Тернопільського педагогічного інституту (нині ТНПУ).
З ініціативи Ельгорта створено ряд краєзнавчих музеїв у містах і селах Тернопільської області. Член редколегії видання «Історія міст і сіл УРСР. Тернопільська область» (1973).

## Доробок
Автор статей на історичну тематику в енциклопедіях, наукових збірниках і періодиці; краєзнавчих нарисів «Кременець» (1969, 1977), «Заліщики» (1967), «Тернопіль» (1979; співавтор), буклета про печеру Кришталеву в селі Кривче Борщівського району Тернопільської області (1964; співавтор).

## Нагороди
Під час німецької-радянській війни нагороджений двома медалями «За відвагу» і медаллю «За оборону Ленінграда».